# Alex Lely

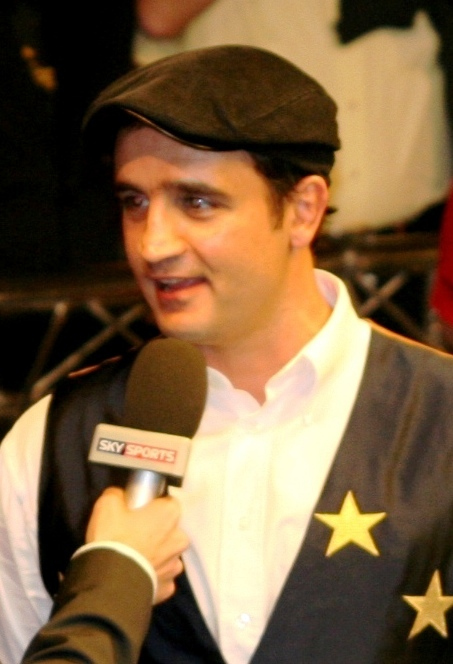

Alex Lely (Den Haag, 30 juni 1973) is een Nederlands poolbiljarter met als bijnaam 'The Plague from The Hague'. 

## Carrière
Lely won in 1999 de World Pool Masters (een uitnodigingstoernooi voor de beste zestien spelers ter wereld) door in de finale Efren Reyes te verslaan. In 2000 verloor hij de finale van Ralf Souquet. Verder won Lely onder andere de: German Open, Italian Open, Dutch Open en het International 8-ball Championship in de Verenigde Arabische Emiraten.
In 1999 en 2005 speelde (en verloor) Lely als lid van het Europese team het toernooi om de Mosconi Cup. In 2022 was Lely de non-playing captain van Team Europa. 
Het beste jaar uit Lely's carrière was 2005, het jaar waarin hij zowel het Europees kampioenschap 8-ball als Europees kampioenschap 9-ball won. In 2000 verloor de Hagenaar de finale van het Europees kampioenschap straight pool van Oliver Ortmann.
Lely speelt nog slechts sporadisch mee in het internationale circuit, maar staat nog altijd zevende in de Hall of Fame van de Eurotour.
Tegenwoordig is Alex Lely ook als gastcommentator bij Eurosport actief om het snooker te verslaan, hierbij desgewenst bijgestaan door commentator Jan Ebbinge.

## Rugby
Voor hij zich op poolen toelegde, ambieerde Lely een carrière in rugby. Hij speelde in jeugdteams van Oranje en het eerste team van de Haagsche Rugby Club. Op zijn twintigste maakten blessures hier echter een einde aan.
Voor RTL 7 is Lely commentator bij zowel Rugby Union als Rugby League wedstrijden sinds het Wereldkampioenschap rugby 2015. Ook is hij zelf nog altijd beoefenaar van het Touch Rugby.